# Felix von Fritzlar
Der heilige Felix von Fritzlar († um 790) war ein Benediktinermönch im 8. Jahrhundert.
Felix war Mönch in dem von Bonifatius im Jahre 724 gegründeten Benediktinerkloster Fritzlar und wirkte als Missionar bei der Christianisierung der Sachsen mit.  Dabei wurde er von heidnischen Sachsen um 790 erschlagen. Als Märtyrer wurde er später heiliggesprochen. Sein Gedenktag in der katholischen Kirche ist der 5. Juni.